# Dungeons & Dragons 2: Wrath of the Dragon God
Dungeons & Dragons 2: Wrath of the Dragon God (Brasil: Dungeons e Dragons 2: O Poder Maior; Portugal: Masmorras e Dragões 2) é um filme de 2005 sequência de Dungeons and Dragons de 2000.
Dungeons & Dragons: Wrath of the Dragon God é seguido pelo terceiro filme da série, Dungeons & Dragons: The Book of Vile Darkness, filmado em 2011 e lançado direto em DVD nos Estados Unidos em 9 de Agosto de 2012.

## Recepção
O IGN rankeou como 3 de um total de 10, afirmando que apenas os fãs de "D & D" hardcore devem verificá-lo, principalmente devido a referências ao próprio jogo. Monsters and Critics rankeou como 2 de 5, afirmando: "Se Senhor dos Anéis nos mostrou como o gênero de fantasia pode ser feito corretamente, Dungeons and Dragons - Wrath of the Dragon God  nos mostra como isso pode ser feito terrivelmente errado". Um crítico afirmou que o "desempenho de Bruce Payne ainda é o destaque desta". Outro revisor declarou que Bruce Payne "rouba o show".